# Cyclopentanol
Le cyclopentanol est l'alcool cyclique du cyclopentane. Par déshydratation, il produit du cyclopentène.